# Let's Go to the Hop
Let's Go to the Hop (titulado Vamos al baile en España y Di no a las drogas en Hispanoamérica) es el decimocuarto episodio de la segunda temporada de la serie Padre de familia emitido en FOX el 6 de junio de 2000. El episodio está escrito por Matt Weitzman y Mike Barker y dirigido por Glen Hill. Como artistas invitados, prestan sus voces a sus respectivos personajes: Fairuza Balk como Connie DeMicco y Gregg Allman asimismo.

## Argumento
Durante una intensa tormenta sobre Rhode Island, un avión del cartel colombiano es alcanzado por un rayo y se estrella. A continuación salen del aparato una plaga de sapos, uno de los animales va a parar a las manos de unos estudiantes, los cuales tras lamerlo y tener alucinaciones se lo llevan al instituto. Lois y Peter empiezan a preocuparse por el hecho de que hayan llegado las drogas a los colegios. Casualmente, Lois descubre un sapo en los pantalones de Chris, recayendo sobre él las sospechas hasta que descubren que en realidad el sapo es de Meg, la cual se lo estaba guardando a un compañero del grupo de populares con la esperanza de conseguir una cita para el baile de invierno del instituto. Peter empieza a recordar cuando a la edad de su hija estuvo enamorado de Phoebe Diamond, pero los nervios le jugaron una mala pasada y jamás se atrevió a pedirle ser su pareja para el baile. A la noche, Peter y Lois buscan la manera de proteger y alejar a sus hijos de las drogas. A la mañana siguiente, Peter le propone al director del instituto un plan para controlar el problema de los estupefacientes: hacerse pasar por un estudiante para convencer a los demás de que dejen de consumir tales sustancias.
Peter llega al instituto con su "alter ego" llamado "Lando Griffin" malestar de Meg al ver a su padre, sin embargo cambia de parecer cuando consigue convencer a todos de que dejen de lamer sapos, por lo que Meg ve en Lando la oportunidad de ir con él al baile de invierno al ser parte del grupo de populares por lo que la popularidad de Meg va en aumento. Por otra parte, Peter empieza a disfrutar de su segunda juventud. Por el contrario, Lois se muestra contrariada al ver que Meg irá al baile con su padre, ya que no sabe cuanto tiempo mantendrá la farsa. Llega el gran día y Meg se lleva una desafortunada sorpresa, Lando (i.e Peter) la deja plantada para ir al baile con DeMicco, la líder del grupo de populares.
Lois abronca a su marido por su comportamiento inmaduro hasta que Brian le explica que todo se debe a una retrospectiva: para Peter, Connie DeMicco viene a ser algo así como la Phoebe Diamond. Lois le prohíbe entonces ir al baile, sin embargo este consigue engañarla. Mientras tanto, Lois trata de consolar a Meg y le sugiere que vaya al baile si de verdad quiere integrarse con los demás. Ya en el instituto, Peter (como Lando) y Connie son coronados como reyes del baile de invierno hasta que este ve a su hija entre el público y aprovecha la ocasión para decirle a todos los presentes que su primera elección fue Meg para pesar de Connie. Tal gesto de Peter hace que Meg reciba la atención de todos los chicos, mientras Peter decide poner fin a la "comedia" y finge la muerte de Lando cuyo cuerpo ha desaparecido misteriosamente, por lo que la policía decide cancelar la búsqueda. Al día siguiente, Meg es la chica más popular del instituto, en cuanto a Lando, al finalizar el episodio se muestra un anuario dedicado a su memoria mientras de fondo suena la canción Don't You (Forget About Me).

## Producción
El episodio fue escrito por Mike Barker y Matt Weitzman y dirigido por Glen Hill antes de la conclusión de la producción de la segunda temporada.

## Recepción
En 2009, Ahsan Haque de IGN, en su crítica puso al episodio una nota de 9 de 10 y declaró que el episodio era "un sin-parar de risas" acompañado de "una secuencia musical memorable, gran argumento y chistes hilarantes".